# Karpinskiosauridae
Famille
Les Karpinskiosauridae sont une famille fossile de seymouriamorphes du Permien.

## Classification
La famille des Karpinskiosauridae est décrite en 1926 par Piotr Souchkine,.

### Fossiles
Selon Paleobiology Database en 2023, la famille des Karpinskiosauridae a trente collections de fossiles référencées pour 34 occurrences, toutes du Permien :
- Severodvinien, douze collections de Russie ;
- Rotliegend, une collection de Tchéquie ;
- Permien, sept collections de Tchéquie, deux de France, une d'Allemagne et sept de Russie[2].

## Liste des sous-familles
La famille fossile des Karpinskiosauridae a deux sous-familles :
- †Discosauriscinae Romer, 1947
- †Karpinskiosaurinae Sushkin, 1925

### Publication originale
- [1926] (en) P. P. Sushkin, « Notes on the pre-Jurassic Tetrapoda from Russia. I. Dicynodon amalitzkii, n. sp. — II. Contributions to the morphology and ethology of the Anomodontia. — III. On Seymouriamorphae from the Upper Permian of North Dvina », Palaeontologia Hungarica, vol. 1,‎ 1926, p. 323-344.